# Kolos István
Kolos István (Budapest, 1960. február 5. –) magyar színész, rendező.

## Életpályája
Szülei: Kolos István és Herz Veronika. 1980–1984 között a Színház- és Filmművészeti Főiskola színész szakán tanult Kerényi Imre osztályában. 1984–1987 között a Veszprémi Petőfi Színház színésze és rendezője volt. 1987–1990 között a Színház- és Filmművészeti Főiskola rendező szakát is elvégezte Ádám Ottó osztályában. 1990–1991 között a Színház- és Filmművészeti Főiskola tanársegédje volt. 1990–2003 között a Madách Színház tagja volt. 1991–1997 között Gór Nagy Mária Színitanodájában tanított. 2003–2009 között a székesfehérvári Vörösmarty Színház művészeti vezetője volt. 2011 óta a Szegedi Nemzeti Színház rendezője volt.

## Magánélete
1989-ben feleségül vette Tóth Andreát. Három gyermekük született; Dávid (1990), Ádám (1992) és Sára (1999).

## Színházi munkái
A Színházi adattárban regisztrált bemutatóinak száma: színészként: 38; rendezőként: 30. Ugyanitt 14 színházi fotón is látható.
| - Juhász Ferenc: Részeg himnusz - Molière: Mizantróp... A marsalli becsületbíróság testőre - Madách Imre: Az ember tragédiája... Harmadik munkás; Népbeli - Dürrenmatt: János király... Fülöp - Patrick: Teaház az Augusztusi Holdhoz... Mac Lean kapitány; Keora - Wasserman: La Mancha lovagja... Dr. Carrasco - Wilder: A házasságszerző... Barnaby Tucker - Füst Milán: Az árvák... Jancsó Tibor - Tolsztoj: Kreutzer szonáta... Truhacsevszkij - Milne: Micimackó... Róbert Gida - Molnár Ferenc: A doktor úr... Bertalan - Sőtér István: Júdás... János - O'Neill: Ó, ifjúság!... Wint Selby - Gosztonyi János: A festett király... György káplán - Goncsarov: Hétköznapi történet... Poszpelov - Schönthan: A Szabin nők elrablása... Szendeffy Endre - Háy Gyula: A ló... Fabullus - Vészi Endre: Don Quijote utolsó kalandja... - Krúdy Gyula: A vörös postakocsi... Madárbánatú szerelmes - Déry Tibor: Képzelt riport egy amerikai popfesztiválról... A fiú - Balogh-Kerényi: Csíksomlyói passió... Plutó - Sarkadi Imre: Kőműves Kelemen... Ambrus - Weöres Sándor: A kétfejű fenevad... Monti-Perger Salom; 4. Deák - Müller Péter: Mária evangéliuma... Rafael - William Shakespeare: Téli rege... Dion - Lengyel Menyhért: Taifun... Dr. Omayi Seikawa - Deval: Francia szobalány... Doktor - Voskovec-Werich: A nehéz Barbara... Péter - Sorkin: Becsületbeli ügy... Dr. Walter Stone - Svarc: A sárkány... Kalapos; Foglár - Elton: Pattogatott vérfűrdő (Popcorn)... Karl - László Miklós: Illatszertár... Kádár úr - Angelis: Garrick, a színész – avagy ízlés dolga... Kingston herceg - Egressy Zoltán: Három koporsó... Őrnagy - William Shakespeare: III. Richárd... IV. Edward király - Feydeau: Bolha a fülbe... Tournel | - Katajev: A kör négyszögesítése (1985) - Kipling: A dzsungel könyve (1986) - Juhász-Ézsiás: Az unokaöcsém nagy csibész (1987) - Gibson: Libikóka (1989) - Sebastian: Névtelen csillag (1989, 2000) - Müller Péter: Szemenszedett igazság (1990) - Eschner: Gergő király (1990) - Thompson: Aranytó (1990) - Schiller: Ármány és szerelem (1991) - Szép Ernő: Lila ákác (1992) - Deval: Francia szobalány (1994) - Anouilh: Becket vagy Isten becsülete (1995) - Mann: Mario és a varázsló (1996) - Enquist: A tribádok éjszakája (1998) - Harling: Acélmagnóliák (1998) - Herczeg Ferenc: Kék róka (1999) - Molnár Ferenc: A testőr (2001) - Akutagava: A vihar kapujában (2004) - Heltai Jenő: Tündérlaki lányok (2004) - László Miklós: Illatszertár (2005) - Balázs Ágnes: Andersen, avagy a mesék meséje (2006) - Moldova György: Malom a pokolban (2006) - Turgenyev: Egy hónap falun (2008) - McDonagh: Piszkavas (2008, 2011) - Dickens: Copperfield Dávid (2008) - Molière: Dandin, avagy a megcsúfolt férj (2010) - William Shakespeare: A makrancos hölgy (2011) |

## Filmjei
- Özvegy és leánya (1983)
- Kastély csillagfényben (1989)
- Freytág testvérek 1-5. (1989)
- Família Kft. (1991-1994)
- Privát kopó (1993)
- Kisváros (1993)
- Kis Romulusz (1994)
- Éretlenek (1995)
- TV a város szélén (1998)
- Szomszédok (1999)
- Perlasca – Egy igaz ember története (2002)
- Pál utcai fiúk (2003)
- Pánik (2008)
- A pipás (2010)